# Poncio de Roda
Eboncio, también conocido como Ebón, Ponce o Poncio de Serrancolin, fue obispo de Roda-Barbastro (1097-1104). Es venerado como santo por la iglesia católica.

## Biografía

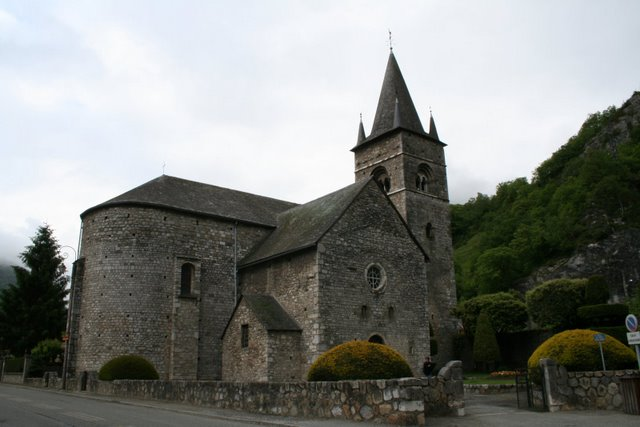
Iglesia de San Ebón, en Sarrancolin, lugar de nacimiento del santo.

Nacido en Sarrancolin (condado de Comenge, Francia), fue benedictino y abad en el monasterio de Santa Fe de Conques antes de aceptar la sede de Roda de Isábena, donde sucedió como obispo a Lope. Durante el asedio a Barbastro el rey Pedro I lo mandó a Roma para pedirle el traslado de la diócesis de Roda a Barbastro. Obtuvo la bula pontificia pertinente en Letrán seis meses antes de la conquista de la ciudad. En 1101, ya conquistada la ciudad, consagró la mezquita como catedral y trasladó allí la sede.